# Effektiv temperatur
Effektiv temperatur er et begreb, som anvendes i astrofysik til at beskrive lysudstrålingen fra en stjerne. I stjerner vokser temperaturen med dybet, og da stjerner ikke har nogen skarpt afsluttet grænse, kommer strålingen fra lag med forskellig temperatur. For Solens vedkommende stammer lyset fra et lag på nogle hundrede kilometers dybde, hvilket er ubetydeligt sammenlignet med Solens radius, {\displaystyle R_{\odot }=695\,508\;{\text{km}}}; derfor fremstår Solens rand skarpt afgrænset på fotografier.

## Definition
Ved en stjernes effektive temperatur, {\displaystyle T_{\text{eff}}}, forstås temperaturen af et absolut sort legeme med samme radius, der har samme luminositet som stjernen, altså udsender den samme strålingseffekteffekt.
For et sort legeme med temperaturen {\displaystyle T} har den udsendte stråling form af en Planck-kurve og fluxen {\displaystyle F} på overfladen er givet ved Stefan-Boltzmanns lov
{\displaystyle F=\sigma \cdot T^{4}}
hvor {\displaystyle \sigma } er en naturkonstant kaldet Stefans konstant. Da fluxen {\displaystyle F} er den udsendte effekt pr kvadratmeter af overfladen, fås den samlede effekt, {\displaystyle L}, som udsendes fra det sorte legeme, ved at gange med dets overfladeareal:
{\displaystyle L=4\cdot \pi \cdot R^{2}\cdot \sigma \cdot T^{4}}
For en virkelig stjerne, som har effekten ("luminositeten" i astrofysiksprog) {\displaystyle L*} definerer man:51 :70  stjernens effektive temperatur, {\displaystyle T_{\text{eff}}}, ved ligningen
{\displaystyle L_{*}=4\cdot \pi \cdot R^{2}\cdot \sigma \cdot T_{\text{eff}}^{4}}
eller
{\displaystyle T_{\text{eff}}={\sqrt[{4}]{\frac {L_{*}}{4\cdot \pi \cdot \sigma \cdot R^{2}}}}}

## Eksempel
For Solen har man (med brug af solarkonstanten) beregnet en luminositet på {\displaystyle L_{\odot }=3.839\cdot 10^{26}\,{\text{W}}}. Solens effektive temperatur bliver derfor
{\displaystyle T_{{\text{eff}},\odot }={\sqrt[{4}]{\frac {L_{\odot }}{4\cdot \pi \cdot \sigma \cdot R_{\odot }^{2}}}}=5778\;{\text{K}}}
Den tilsvarende flux på Solens overflade bliver
{\displaystyle F_{\odot }=\sigma \cdot T_{{\text{eff}},\odot }^{4}=6.316\cdot 10^{7}\;{\text{W/m}}^{-2}}
Illustrationen herover viser Solens faktiske spektrum, fyldt med spektrallinjer, samt en glat Planck-kurve, hvor den tilhørende effekt har samme værdi som Solens. Man kan bemærke, at maximum for udstrålingen ligger ved en bølgelængde på 502 nm, hvilket ligger i det grønne område af spektret. Når Solen ikke virker grøn, er årsagen, at den også udsender masser af lys med bølgelængder i naboområderne, så farveindtrykket for det menneskelige øje blive hvidgult.
Den Internationale Astronomiske Union har i 2015 indført en nominel værdi for Solens effektive temperatur på
{\displaystyle \mathrm {T} _{\text{eff}}{}_{\text{⊙}}^{\mathrm {N} }\equiv 5772\;{\text{K}}}.

## Anvendelse i HR-diagram
Vel nok det vigtigste diagrammer i astrofysikken er Hertzsprung-Russell-diagrammet, der giver en todimensional klassifikation af stjernerne. På diagrammets førsteakse afsættes stjernens effektive temperatur og op ad andenaksen deres luminositet.:80-83 . Da disse størrelser varierer en del, anvendes i stedet talværdiernes logaritmer. Derved kommer stjerner med samme radius {\displaystyle R} til at ligge på en ret linje. Af definitionsligningen følger nemlig ved at tage logaritmen, at
{\displaystyle {\begin{aligned}\log(L)&=\log(4\cdot \pi \cdot \sigma )+2\cdot \log(R)+4\cdot \log(T_{\text{eff}})\\&={\text{konstant}}+4\cdot \log(T_{\text{eff}})\\\end{aligned}}}
Stjerner med samme radius kommer derfor i et sådant HR-diagram (se illustrationen) til at ligge på en ret linje med hældningen 4 (eller rettere -4, da temperaturaksen af historiske grunde peger mod venstre!).